# Ringstraßen-Galerien

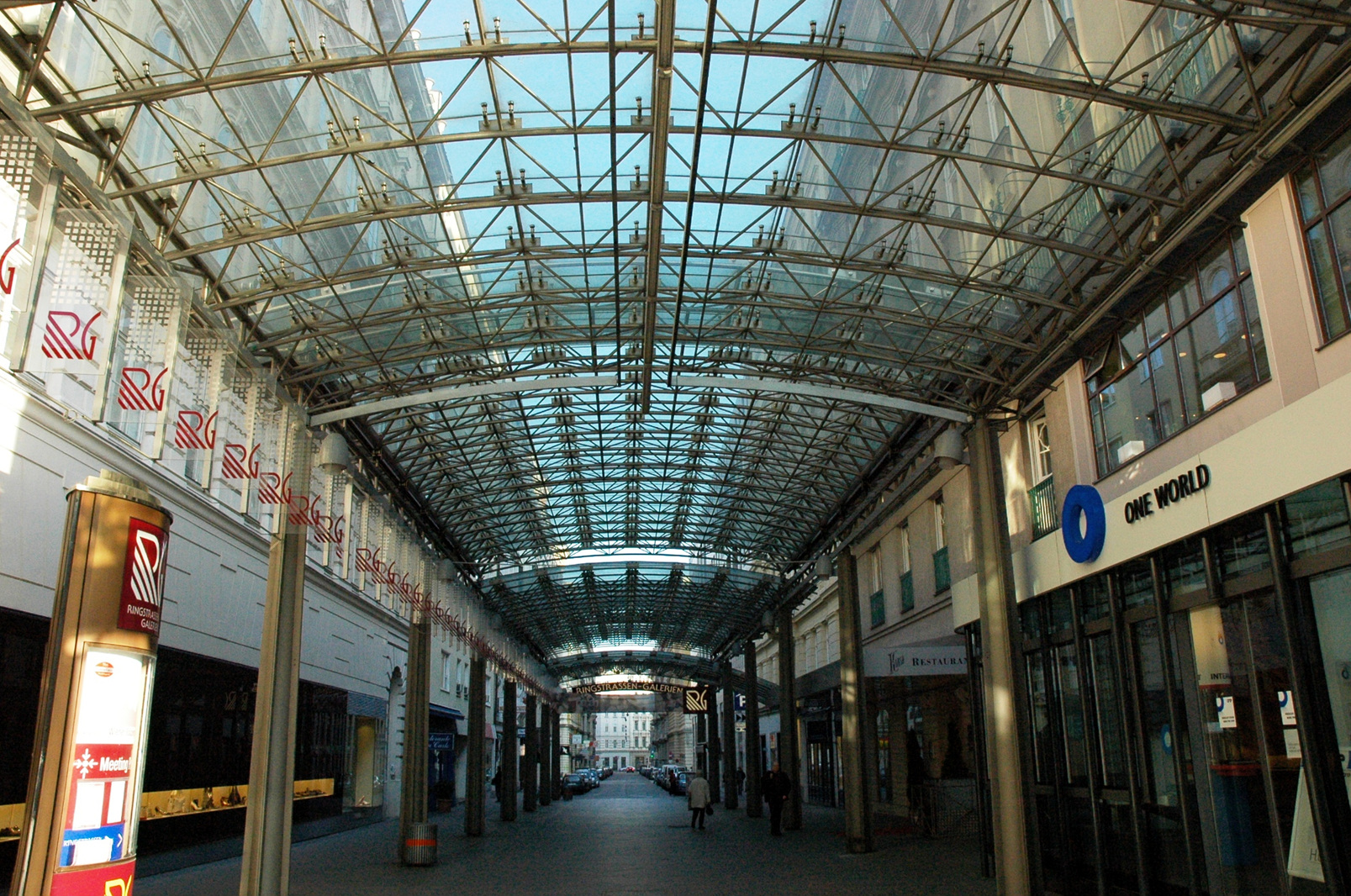
Überdachter Außenbereich der Ringstraßen-Galerien (2008)

Die Grand Palais Shopping Mall, vormals Ringstraßen-Galerien genannt, ist ein Einkaufszentrum am Kärntner Ring 5–7 und 9–13 im 1. Wiener Gemeindebezirk Innere Stadt. 

## Geschichte
Am Standort des früheren Steyr-Hauses steht heute der Kärntnerringhof, der neben dem Einkaufszentrum auch über Büroräume, Luxuswohnungen und eine Tiefgarage verfügt. Das Nachbargebäude ist das Palais Corso, dessen Fassade aus dem 19. Jahrhundert stammt, innen aber 1987 bis 1993 komplett erneuert wurde. Die historischen Gebäude wurden von Wilhelm Holzbauer und Georg Lippert umgestaltet und als Einkaufszentrum eröffnet. 2024 erfolgte ein umfangreicher Umbau und die Umbenennung von Ringstraßen-Galerien in Grand Palais Shopping Mall.